# Gravelsmø
En gravelsmø er et kvindeligt væsen i dansk folketro. 
Gravelsmøen forekommer i jysk tradition, minder i adfærd og udseende om en ellepige og er muligvis identisk med denne. Gravelsmøer beskrives som "dejlige" og fremstår velklædte, fx med "hvide forklæder".